# グローバリゼーション

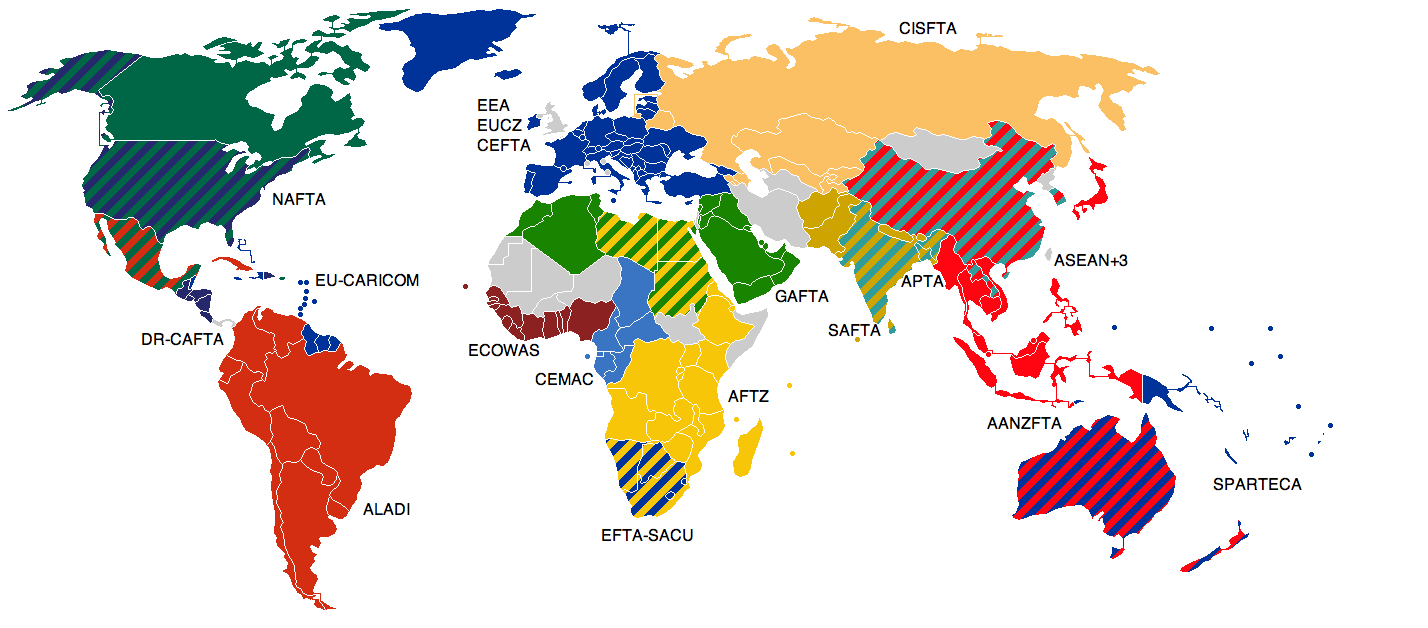
現在の自由貿易地域。自由貿易協定が結ばれた地域が表示されている。

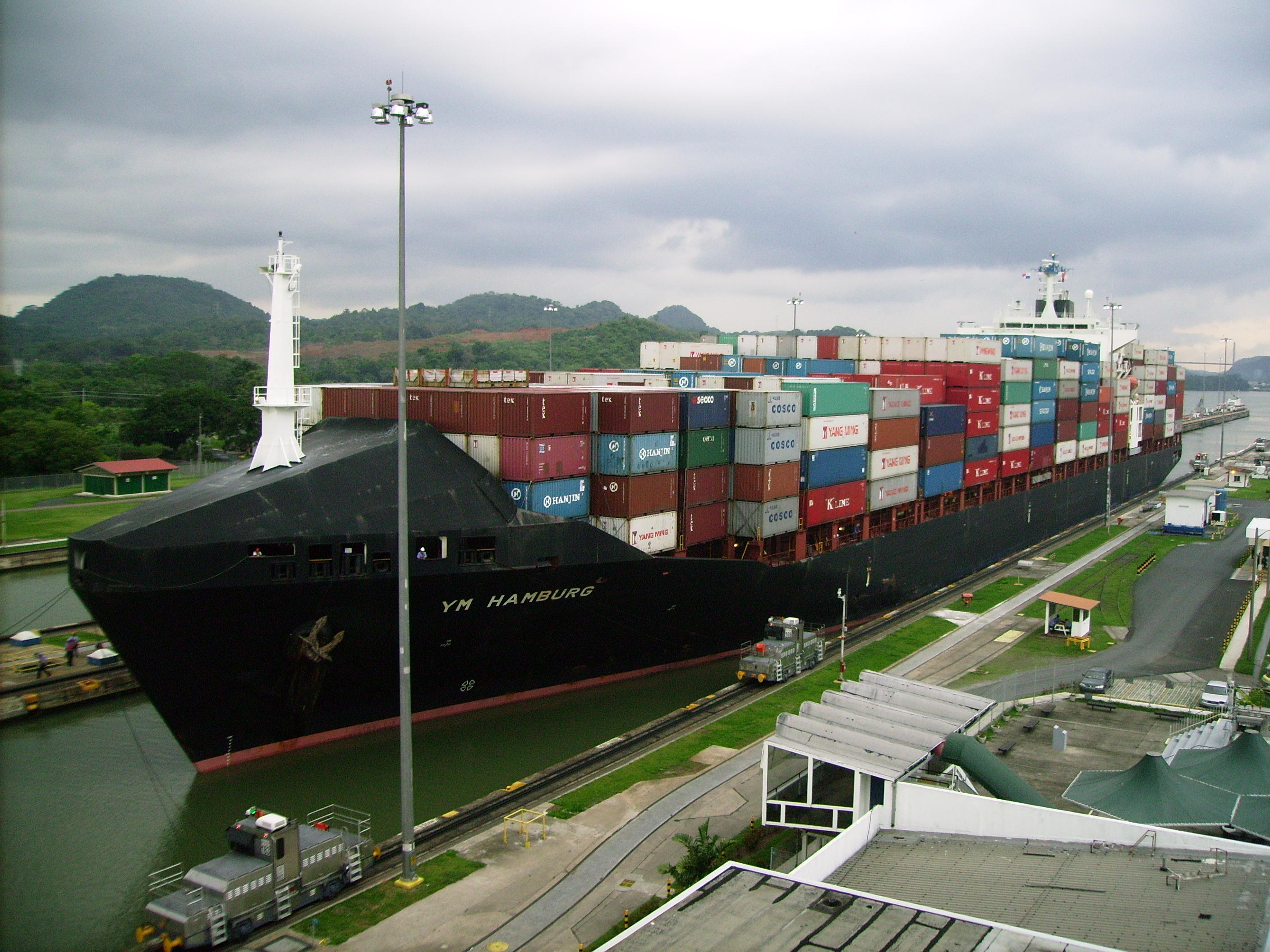
グローバリゼーションによる多国籍間の物流

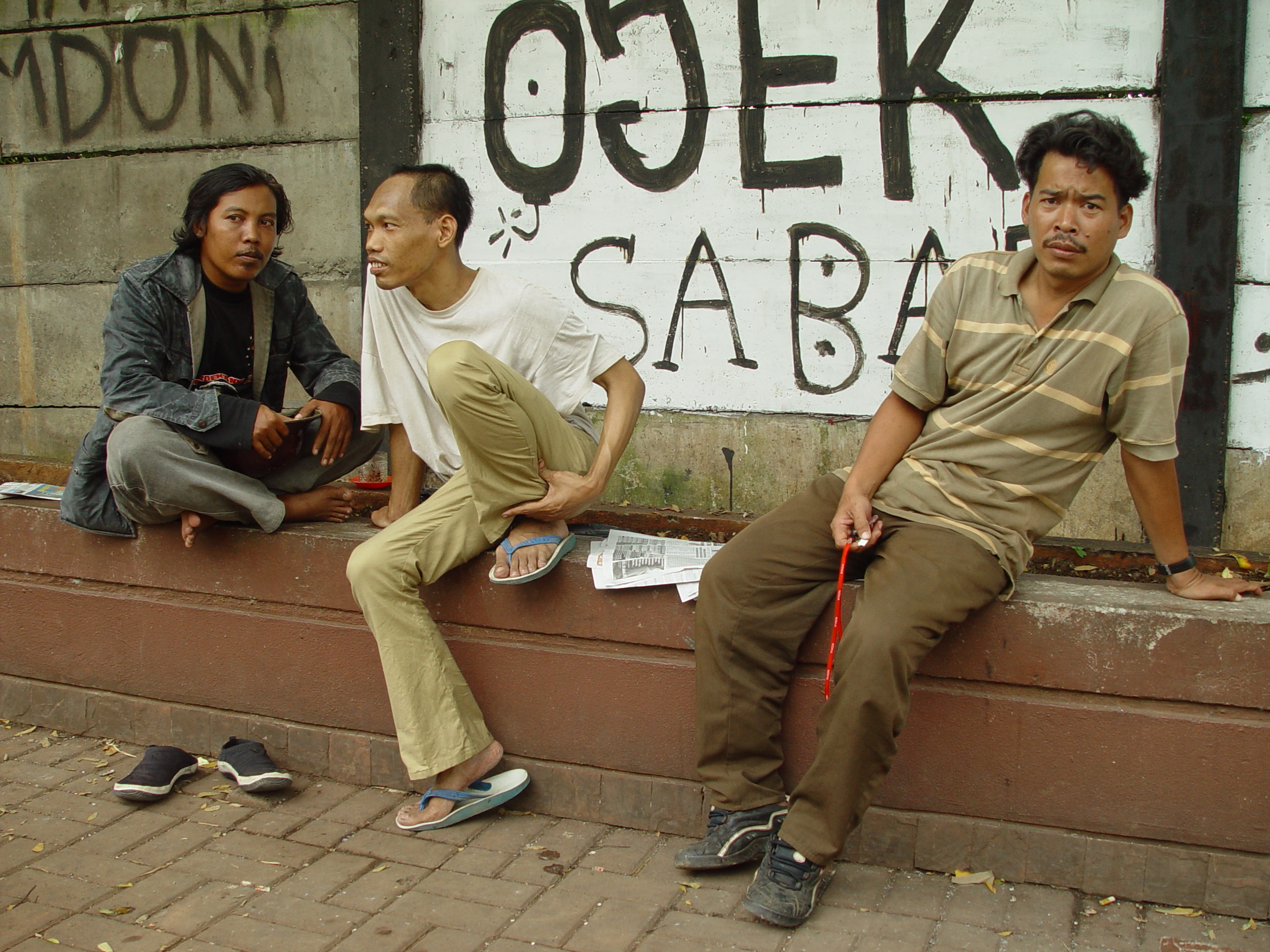
グローバリゼーションによって労働者の失業問題が起きることがある

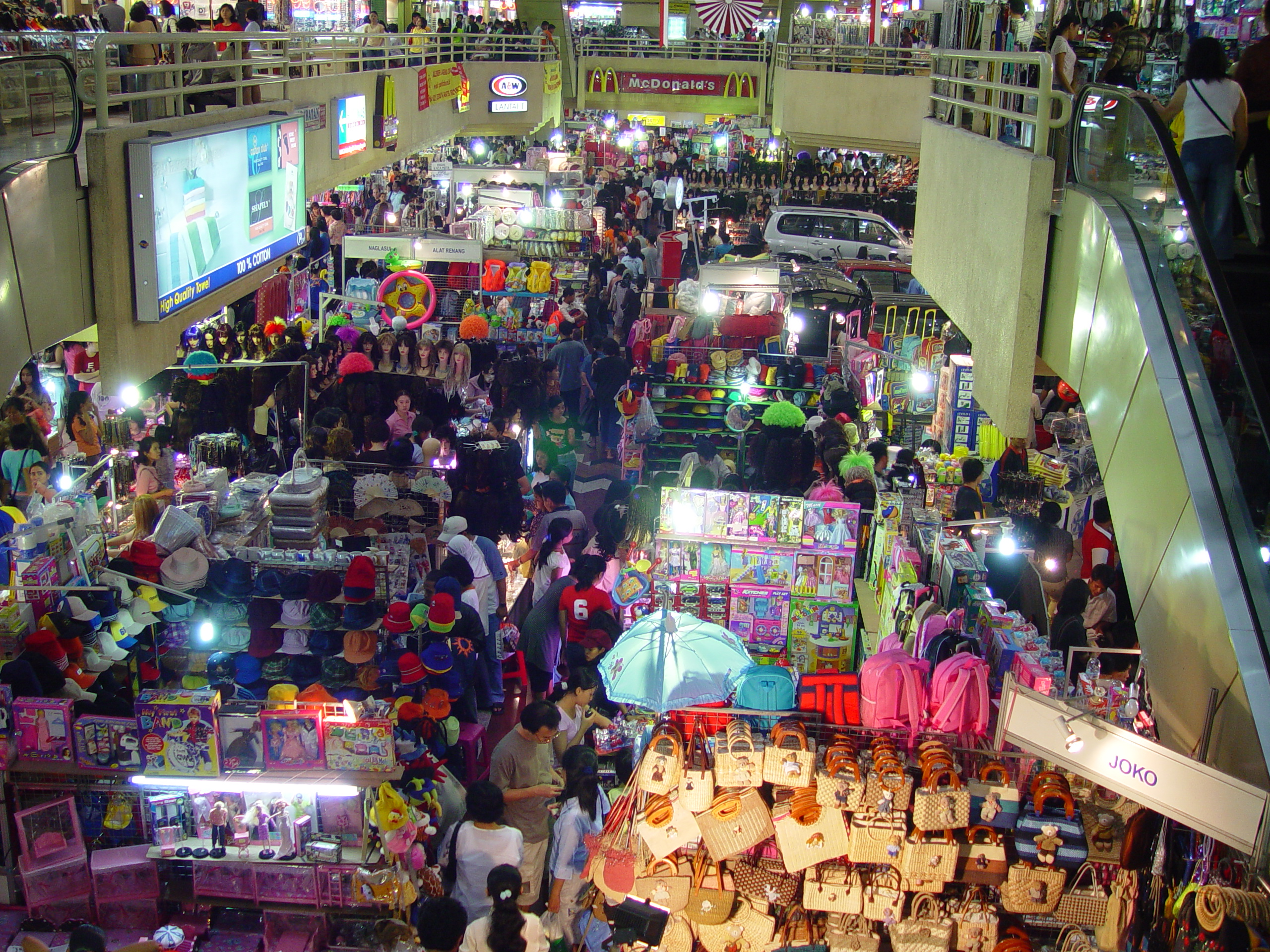
製造業のコストが安い国では、安価な製品を大量に製造できる

グローバリゼーション・グローバライゼーション（英語: globalization）とは、社会的あるいは経済的な関連が、旧来の国家や地域などの境界を越えて、地球規模に拡大してさまざまな変化を引き起こす現象である。グローバル化、世界の一体化ともいう。国立国語研究所は地球規模化、地球一体化への言い換えを提案している。他動詞にする場合にはグローバライズする（英語: globalize）という。
「グローバリゼーション」という言葉は、さまざまな社会的、文化的、経済的活動において用いられる。使われる文脈によって、たとえば世界の異なる地域での産業を構成する要素間の関係が増えている事態（産業の地球規模化）など、世界の異なる部分間の緊密なつながり（世界の地球規模化）をする場合もある。

## 語義

### 異義語
「グローバル」と「インターナショナル」、「グローバリゼーション」と「インターナショナリゼーション（国際化）」という語は、意味する範囲が異なる。「インターナショナリゼーション」は「国家間」で生じる現象であるのに対して、「グローバリゼーション」は「地球規模」で生じるものであり、国境の存在の有無という点で区別される。
具体的に言えば、世界地図を見て国境を意識しながら国家間の問題を考えれば、「インターナショナル」な問題を考えていることになる。対して、地球儀を見ながら地球全体の問題を考えれば「グローバル」な問題を考えていることになる。すなわち、「グローバリゼーション」の方が「インターナショナリゼーション」よりも範囲は広くなる。

### 訳語
国立国語研究所は「外来語」言い換え提案において、「地球全体の規模に拡大することを意味する『地球規模化』と言い換えるのが、分かりやすい。地球全体が一つになることに着眼して、『地球一体化』と言い換えることもできる。中国語で用いられている『全球化』も、端的で分かりやすい場合がある。」としている。

## 歴史

### 前史
世界史的に見れば、何らかの現象の「グローバリゼーション」は、大航海時代に起源を発する。大航海時代により、ヨーロッパ諸国が植民地を世界各地に作り始め、これによりヨーロッパの政治体制や経済体制の「グローバリゼーション」が始まり、物流の「グローバリゼーション」が起こった。これが本格化し始めた時期は19世紀で、ナポレオン戦争による国民国家の形成や、産業革命による資本主義の勃興が、近代の「グローバリゼーション」を引き起こした。特に19世紀末から20世紀初頭にかけて、帝国主義の最盛期とともに世界経済は高い統合度を示すようになり、これは1914年の第一次世界大戦勃発まで続いた。当時の貿易統合度は非常に高く、1913年の貿易統合度は1980年代になるまで回復しなかった。

### 現代
第二次世界大戦が終わると、アメリカ合衆国を盟主とする冷戦の西側諸国で多国籍企業が急成長し、現代の「グローバリゼーション」が始まった。1970年代から国際決済が急速にオンライン・グローバル化し、「グローバリゼーション」という語が使われるようになった。東欧革命の翌年である1990年には、「ボーダーレス」（無境界）という語で、「国境が越えて揺さぶる力が物を言う」という論調で東欧革命後の世界が語られる例もあった。原田泰、大和総研は「グローバル化の進展が喧伝されたのは、1991年のソ連崩壊がきっかけである」と指摘している。
特に、ソビエト連邦が消滅したこと（1991年大晦日）により、アメリカ合衆国の単独覇権が確立された1992年元日から、「グローバリゼーション」という語は一層の広まりを見せた。ソビエト連邦が消滅すると、社会主義の消滅と資本主義の永続が主張され、「冷戦後の自由貿易圏の拡大によって、文化や思想の枠にとらわれない貿易が促進する事態」「グローバル企業が地球上のどこでもほしいままに振る舞える世界」「経済・政治・社会など、あらゆる体制をアメリカ型に変えること」も指すようになった。そのため、「グローバル化＝新自由主義（無規制資本主義）」「グローバル化＝アメリカ化」とされることも多くなった。

#### 反グローバリゼーション
グローバリゼーションという言葉は負の現象、たとえば工業や農業といった産業の世界規模での競争（メガコンペティション）、多国籍企業による搾取の強化、国内産業の衰退、プレカリアート（非正規雇用労働者）の増大という現象を指す場合もある。
1992年以来、グローバリゼーションの負の現象を憎む人々は、主要国首脳会議の開催地などで反グローバリゼーションを訴えている。こうした動きが初めて世界中に知られるようになったのは、1999年11月30日から12月2日にシアトルで開かれた第3回世界貿易機関閣僚会議（WTO総会）における反対デモである。この時、世界中から押し寄せた反対派が会場周辺で大規模な抗議行動を行った結果会議の継続が不可能となり、合意は成立しなかった。これ以後、反グローバリゼーション派は重要国際会議に押しかけては反対行動を繰り返すようになった。
2015年ごろには、「反グローバリゼーション」なかんずく「グローバル資本主義への嫌厭」を掲げる党派が世界で躍進している。「グローバリゼーション」と「無規制資本主義」の総本山であるアメリカ合衆国で、「社会主義者」を自称するバーニー・サンダースがアメリカ大統領予備選で指名争いを演じ（2016年冬 - 初夏）、保護主義を掲げるドナルド・トランプがアメリカ大統領選挙で勝利したこと（2016年11月8日）が、その象徴的な出来事である。アメリカ以外でも、ジェレミー・コービン（イギリス労働党党首、2015年9月就任）やジャン＝リュック・メランション（フランス）などが、反グローバリゼーションを掲げて躍進している。こうした反グローバリゼーションの動きは、しばしば対立軸としてのナショナリズムの隆盛をもたらした。これは、グローバリゼーションによって社会の急激な変動や不安定化、格差の拡大などで被害を受けた人々が自国の文化にすがって他の文化に敵意を向ける、いわゆる排他的ナショナリズムにもつながっている。
2020年の新型コロナウイルスの感染拡大を止めることができず、パンデミックに至ったことで、世界各国で入国制限が開始されることとなり、世界経済の前提にあったグローバリゼーションが破壊されてしまった。このパンデミックを契機として世界中でナショナリズムが発露し、無制限なグローバリゼーションの問題点が人類全体で意識されるようになった。

## 徴候
グローバリゼーションの傾向が認められる現象は多くあるが、現代の「グローバリゼーション」では、
1. 第二次世界大戦後に地球規模化した現象
2. 世界恐慌最中の1930年代前半に失われたが、現在に復活している現象
3. 米ソ冷戦終結後の1990年代に地球規模化した現象

の3つの流れがある。これらの現象には、ヒト・モノ・カネと情報の国際的な流動化が含まれる。また科学技術、組織、法体系、インフラストラクチャーの発展がこの流動化を促すのに貢献した。一方で、さまざまな社会問題が国家の枠を超越し、一国では解決できなくなりつつある。

### 経済的グローバリゼーション
経済的グローバリゼーションとは、物資、サービス、技術、資本の国境を越えた移動が急激に増加することによって、世界中の国民経済が経済的に相互依存することである。経済的グローバリゼーションは、世界貿易を抑制する関税や税金、貿易規制などの障害を減少させる一方で、国家間の経済統合を増加させ、グローバル市場または単一の世界市場を出現させることとなる。論者の視点に応じて、経済のグローバリゼーションは肯定的にも否定的にも見ることができる。経済的グローバリゼーションにはさまざまな要素が含まれる。生産のグローバル化は、コストと品質の違いから利益を得るために、世界中のさまざまな場所にある供給元から商品やサービスを取得することを意味する。同様に、市場のグローバル化はさまざまな別々の市場を巨大なグローバル市場に統合することと定義される。
現在のグローバリゼーションは、外国直接投資を含む資本の国際的流動の増加、貿易障壁の低下、その他の経済改革、そして多くの場合は移民によって、先進国が発展途上国と統合しつつあることがおもな原因となっている。グローバリゼーションが深化する前は、アメリカ合衆国は世界の輸出において不可欠なまでの経済力を保持した覇権国家だった。しかし、グローバリゼーションの到来後、ドイツ、日本、韓国、中国はアメリカの立場に挑戦する重要な競争相手となった。日本では2010年代に入る前後から、かつてコスト削減や利益を増やすために中国企業に積極的にノウハウを教えた日本の企業が、逆に中国企業に買収される動きも出ている。
グローバリゼーションの深化には、情報通信技術の発達が大きな役割を果たしている。すでに航空と海運、それに道路・鉄道の改良や海上コンテナの導入によって物流の効率化が進み物流ネットワークの発達が始まっていたが、1980年代後半以降事務の電算化や通信衛星の利用が始まり、1990年代後半のインターネットの発達によって情報の迅速な交換が可能となり、遠隔地間の情報伝達コストが大幅に下落した。このため世界で最適な調達・販売を行うサプライチェーン・マネジメントが発達を遂げ、これと国際資金移動および国内金融市場の規制緩和によって資金移動が容易になったことが、多国籍企業の成長と世界経済の支配割合の高まりをもたらした。

### 文化的グローバリゼーション
社会的・経済的交流の増加に伴い、異文化間の文化の交流も増加した。これに伴い、各国では他国文化の流入が起きて多様性が増大し、さらに在来の文化と異文化との融合によって新たな文化が生まれる一方で、流入する異文化とはだいたいにおいて有力な文化、特にアメリカを中心とした文化であり、アメリカナイゼーションをはじめとする文化の画一化による文化差異の減少も顕著となっている。食文化においては、世界各地で気候風土や現地文化に即した独自性の高い文化が世界各地で育まれていたが、1990年代以降流通や情報技術の発達によって食品系企業の世界展開が起きて急速に標準化が進みつつあり、全体として差異は縮小する傾向にある。

### 政治的グローバリゼーション
政治的グローバリゼーションはまず、これまで国際政治の主役だった国家のほかにもさまざまな組織が台頭してきたことで説明される。具体的には、世界貿易機関（WTO）、WIPO、IMFなどの国際機関の役割が増大したこと、国民国家の枠組みにとらわれないNGOなどの組織が拡大し、これも国際政治に影響力を及ぼすようになってきたこと、さらに多国籍企業の勢力増大などが挙げられる。また1992年には冷戦終結後世界各地で増加しつつあった地域紛争を予防するための予防外交という概念が国連のブトロス・ブトロス＝ガーリ事務総長によって提唱され、国際社会が地域紛争に介入することも行われるようになった。これにより国際連合平和維持活動が大規模化・強化され、マケドニアで紛争の予防に成功したものの、ソマリア内戦（UNOSOM II）やボスニア・ヘルツェゴビナ紛争（UNPROFOR）では紛争の抑止に失敗し、国際連合ルワンダ支援団（UNAMIR）でもルワンダ虐殺を阻止することはできなかったように、必ずしも成功を収めているわけではない。
そのほか、重大な政策案件に関して、全世界的な共通認識にのっとり協力体制が取られることも多く見られるようになり、こうした問題に全世界的に取り組んでコントロールしようとする動き、いわゆるグローバル・ガバナンスも求められるようになってきた。例として、環境問題や民主化が挙げられる。特に民主化については、1990年代以降、冷戦が終結し対抗するイデオロギーが存在しなくなったことから世界的に民主化を求める動きが非常に強くなり、先進諸国の発展途上国への政府開発援助は民主化を前提とすることが多くなった。なかでも援助に頼る部分の多かったアフリカ諸国において、先進諸国は独裁国家に対する援助の削減や停止を行い、独裁制国家は民主制国家に対し得られる援助額が非常に少ない状態となった。このことは、1990年代前半においてブラックアフリカで急速な民主化をもたらす原因のひとつとなった。その後、発展途上国への援助は累積債務問題解消のためのワシントン・コンセンサスと結びつき、世界銀行やIMFは共同で経済危機に陥った途上国に対し、経済支援の条件として構造調整政策の実施を行い、公的部門の縮小と経済の自由化を求めた。しかし、公的部門の縮小によって失業が増大し、教育や医療などの質的低下によって社会不安が増大するなどといった悪影響が大きく、特にアフリカにおいては多くの国で構造調整後も経済の沈滞は悪化する一方で、政策は必ずしも成果を挙げていない。さらに民間融資の低迷によって世界銀行およびIMFからの融資が後発途上国への融資の大部分を占めることとなってしまい、さらに先進国も融資条件として構造調整政策の実施を前提として求めたため、この両機関の意向が途上国経済を左右することが可能となってしまい、内政不干渉の原則に外れるとの批判の声も上がった。
グローバリゼーションの進展に伴い、各地で地域統合が進められることとなった。

### 人的移動と情報交流の増大
交通機関や情報網の発達によって各国間の移動も急速に増大しており、これは海外旅行や観光の全世界的な増大や、不法入国者・不法滞在者を含んだ移住者の増加に現われている。自国外への旅行者の総数は、1960年の1億人未満から、2015年には11億9,000万人にまで増大した。このうち出発国の近隣諸国への旅行客が77%を占め圧倒的に多いものの、遠隔地諸国への旅行者の割合は増大しつつある。ただし、旅行目的の移動と異なり、労働力としての人的移動は各国においてかなりの制限がかかっており、資本移動に比べ自由化が遅れている。特に非熟練の単純労働者の移民にはかなり強い制限が課されているところが多い。
世界各国間の情報交流は常に増大しつづけていたが、1990年代後半以降のインターネットの成立と普及は情報の交流を爆発的に増大させた。

### グローバリゼーションと疾病
当世のグローバリゼーションでは、世界は他のいかなる時代よりも大きく互いに依存する。効率性と安価な輸送手段はわずかの土地しか近づけないようにさせ、地球規模の貿易の増大はますます人々に種の障壁を後に飛び越える'獣源性の病気'（英: animal disease）との接触をもたらす（人畜共通感染症 を見よ）。
人的移動の増大はそれまで小さな地域にのみ存在していた感染症の拡大リスクをも増大させる。特に1980年代の後天性免疫不全症候群（AIDS）はブラックアフリカを中心に全世界的な流行を見せたが、先進国に拡散した際はまず海外との交流の多い大都市に患者が現われ、そこから国内へと拡散していくパターンが広く見られた。これはそのまま人間の移動パターンを示しており、グローバリゼーションにおける感染症の拡大状況と危険性を示すこととなった。
新型コロナウイルス感染症、略してCOVID-19は、2019年11月の中国の、武漢で最初に現れた。180以上の国はその時以来症例を報告した。2020 年4月6日現在、アメリカ合衆国は世界の中で最も蔓延の活発な事例となった。最悪に冒された国々からの340万人は、新型コロナウイルスのパンデミックの発端からの最初の三ヶ月以内でアメリカ合衆国を入れた。これはグローバルな経済において有害な衝撃を与えた。とりわけ参入規制が強くなるのと同じ様にうまく寡占市場での市場占有率が増大している、金融上の困難に弱い立場の、（経営上）際限のない義務のあるまたは自営業の、中小企業と 零細企業 において。

## 議論
グローバリゼーションの進展については、肯定的に推進しようとする意見もある一方で、批判的意見もあり、さまざまな立場から撤廃しようとする意見が提示されている（反グローバリゼーション・脱グローバリゼーション）。さまざまな分野においてその功罪につき議論されている。

### 考察
- 経済学者のトマ・ピケティは「グローバル化そのものはいいことであり、経済が開放され一段の成長をもたらした。格差拡大を放置する最大のリスクは、多くの人々がグローバル化が自身のためにならないとして、極端なナショナリズムに向かってしまうことである」と指摘している[34]。
- 経営学者・経済学者の髙巖は「グローバリゼーションに関して、『グローバリゼーションそのものが貧困問題を解決する』『グローバリゼーションによって貧困問題はより深刻化する』という2つの見解がある」と指摘している[35]。
- 経済学者のジョセフ・E・スティグリッツは、グローバリゼーションそれ自体は評価しつつ、そのプロセスは正しい政策の組み合わせ・順序を踏まえるべきとしている[36]。
- 経済学者のダニ・ロドリックは著書『グローバリゼーション・パラドクス』で、グローバル化の今後の選択肢として、「民主主義を犠牲にしてでもグローバル化を進める」「グローバル化を進めるとともに政治統合を推進させ、グローバル民主主義を実現させる」「各国の政策的自律性を保証し、国家レベルでも民主主義を維持する代わりに、グローバル化に一定の制限を加える」という3つの道があると指摘している[37]。
- 経済学者の竹中平蔵は「グローバル化の進展で起きることは、財政制度・金融制度などの制度の競争である。制度の均一化が起きてくることが、グローバリゼーションである」と指摘している[38]。また竹中は「グローバリゼーションという流れの中で、人の移動は活発となっているが、実際問題として普通の人が国境を越えて移動することは容易ではない。重要なのは、普通の人が国内でも所得価値を生み出せる仕組みをつくることである」と指摘している[39]。
- 国際政治学者のサミュエル・P・ハンティントンは著書『文明の衝突』で、「世界がグローバル化していくと最終的にイデオロギーの対立はなくなるが、東西の対立（東洋の文明と西洋の文明の対立）が浮き彫りになってくる」と指摘していた[40]。
- 森永卓郎は「日本人が"グローバル化"と言う場合、それは誤いなく"アメリカ化"という意味である。アメリカが世界標準であると言う根拠はどこにもなく、当のアメリカだけが、自分たちのことを世界であると思い込んでいる」と指摘している[41]。また森永は「日本にとって本当のグローバル化とは、アメリカを相対化することであり、アメリカを追従せず、アメリカ化を拒絶することが本当の意味でのグローバル化である」と指摘している[42]。

### 肯定的見解
- 国際的分業（特化）が進展し、最適の国・場所において生産活動が行われるため、より効率的な、低コストでの生産が可能となり、物の価格が低下して社会が豊かになる（比較優位）[要出典]。ジャーナリストのトーマス・フリードマンは著書『フラット化する世界』で、地球上に分散した人々が共同作業を始めインド・中国へ業務が委託され、個人・各地域が地球相手の競争力を得ている、あるいは貢献しているとしており、紛争回避にもつながっているとしている[43]。
- BRICSと呼ばれるブラジル、ロシア、インド、中国の4か国のように、グローバリゼーションの波に乗って工業や資源輸出などによって経済的に富を蓄えることで、長らく低開発状態だった国家が高い経済成長を示す例がある[44]。ジェフリー・サックスは「グローバリゼーションは、貧困問題の解決に役立ってきた」と指摘している[35]。サックスは、富はゼロサムゲームのように誰かが大きな富を得たからといって貧しい者がより貧しくなるわけではなく、むしろグローバリゼーションが貧困解消の一助となっているとしている[45]。サックスは著書『貧困の終焉』で「グローバリゼーションが、インドの極貧人口を2億人、中国では3億人減らした。多国籍企業に搾取されるどころか、急速な経済成長を遂げた」と指摘している[43]。
- 投資活動においても、多くの選択肢からもっともよいものを選択することができ、各企業・個人のニーズに応じた効率的かつ高収益な投資が可能となる[46]。
- 全世界のさまざまな物資、人材、知識、技術が交換・流通されるため、科学や技術、文化などがより発展する可能性がある。また、各個人がそれを享受する可能性がある[要出典]。
- 各個人がより幅広い自由（居住場所、労働場所、職種などの決定や観光旅行、映画鑑賞などの娯楽活動に至るまで）を得る可能性がある[要出典]。
- 各国が経済的に密接に結びつくことによって、戦争が抑制される可能性があるという説がある。この説の起源は古く、1910年にはイギリスのラルフ・ノーマン・エンジェルが当時の貿易統合の高まりを見て、経済緊密化による戦争抑制を唱えた[47]ものの、その4年後の1914年には第一次世界大戦が勃発した。
- 環境問題や不況・貧困・金融危機などの大きな経済上の問題、人権問題などの解決には国際的な取り組みが必要であり、これらに対する関心を高め、各国の協力、問題の解決を促す可能性がある[要出典]。
- 経済学者のタイラー・コーエンは著書『創造的破壊』で「グローバル化によって文化の多様性が失われる」という通説について、社会間の多様性は減少する可能性もあるが、個々の社会の中ではむしろ多様性は促進されるとしている[48]。
- 経済学者のポール・クルーグマンは主に覇権国家や多国籍企業の利益追求を肯定・促進する（新自由主義）ために広められるドグマの一種であるとしている[要出典]。ただし、クルーグマンはグローバリゼーションそのものに反対しているわけではない[49]。

### 否定的見解
- 安い輸入品の増加や多国籍企業の進出などで競争が激化すると、競争に負けた国内産業は衰退し、労働者の賃金の低下や失業がもたらされる[要出典]。
- 投機資金の短期間での流入・流出によって、為替市場や株式市場が混乱し、経済に悪影響を与える[50]。この危機は1990年代以降何度も発生しており、特に1997年に発生したアジア通貨危機は東アジアや東南アジア諸国に甚大な被害をもたらした[51]。
- 他国・他地域の企業の進出や、投資家による投資によって、国内・地域内で得られた利益が他地域・国外へと流出する。
- 従来は特定地域に留まっていたテロリズムや武力紛争が活発化・全世界化し、各地域の安全が脅かされる[52]。
- 多国籍企業の進出や人的交流の活発化によって、生活と文化が世界規模で均質化し、地域固有の産業や文化が消滅する[53]。
- 地域間競争の活発化によって、投資・経済活動の巨大都市（世界都市）や一部国家への集中が進み、国家間・地域間における富の偏在が起きる[46]。
- 多国籍企業の影響力増大によって、各国の国家主権や地方自治が破壊される[54]。
- 投資家やエリート官僚が政治を牛耳るようになり、各国・各地域の民主主義はグローバルな寡頭制に置き換えられる恐れがある[要出典]。
- 厳しい競争の中で企業を誘致したり国内産業を育成しようとするため、労働環境は悪化し、環境基準が緩められ、社会福祉が切り捨てられるようになる恐れがある（底辺への競争）[55]。
- 富裕層にさらなる富の集中が起きる一方で中流層や貧困層の没落が起き、各国内で所得格差が激しくなる[56]。